# 더 프라우드 패밀리

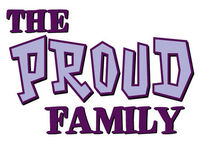

《더 프라우드 패밀리》(The Proud Family)는 코코 엔터프라이즈, 동양동화, 미국 디즈니 채널에서 2001년 9월 15일부터 2005년 9월 1일까지 방송된 애니메이션이다.